# District de Dahod
Le district de Dahod ou district de Dohad (gujarati : દાહોદ જિલ્લો) est un district de l'état du Gujarat en Inde.

## Géographie
Le district a une population de 2 127 086 habitants pour une superficie de 3 642 km2.